# Výprava na Baleárské ostrovy
Výprava na Baleárské ostrovy v letech 1113–1115 byla katalánsko-pisánská vojenská expedice mající povahu křížové výpravy proti muslimskému taifskému státu Mallorce. Výprava se zakládala na smlouvě uzavřené mezi Pisánskou republikou a barcelonským hrabětem Ramonem Berenguerem III., přičemž měla také podporu papeže Paschala II. a šlechty v Katalánsku a Okcitánii. K výpravě se připojily také kontingenty ze střední Itálie, Sardinie a Korsiky. Inspirací k výpravě jim mohla být norská křížová výprava krále Sigurda I., která roku 1108/1109 napadla Formenteru a v roce 1115 završila dobytí Baleár, avšak v křesťanském držení setrvala pouze do příštího roku. Hlavním pramenem o křížové výpravě na Baleárské ostrovy je pisánská kronika Liber maiolichinus, která byla dokončena v roce 1125.
V červnu křižácké loďstvo nejprve zaútočilo na ostrov Ibiza, která se nachází mezi Mallorkou a španělskou pevninou. Po dobytí Ibizy se křižáci vylodili na sousedním největším ostrově a v srpnu 1114 oblehli Palmu de Mallorca, nicméně křižácké obléhání se vleklo a netrpělivá katalánská hrabata z Barcelony a Empúries, jejichž hrabství se nacházela nejblíže ostrovům, zahájila s muslimským vládcem Mallorky mírová jednání, zřejmě s vidinou, že s ním mohou dojednat každoroční vyplácení tributu a zrušení pirátských nájezdů výměnou za ukončení obléhání a odchod křižáckého vojska. K tomu však nedošlo, neboť pisánský arcibiskup Pietro Moriconi rozhovory přerušil a krom toho část pisánské flotily byla napadena muslimskými posilami od Almorávidů z pevninského přístavu Dénia. Obléhané město kapitulovalo v dubnu 1115 a po něm křižáci pokračovaly v dobývání dalších baleárských měst a osvobozování křesťanských zajatců, zatímco vládce taify byl jimi zajat a odveden do italské Pisy.
Udržení Baleár však nemělo dlouhého trvání, pouze po několik měsíců. V roce 1116 Mallorku dobyli nazpět Almorávidé z Pyrenejského poloostrova. Úspěchem křižáckého tažení tak bylo pouze ukončení pirátství, které mělo základnu na Mallorce.